# Macromitrium constrictum
Macromitrium constrictum är en bladmossart som beskrevs av Georg Ernst Ludwig Hampe och Paul Pablo Günther Lorentz 1868. Macromitrium constrictum ingår i släktet Macromitrium och familjen Orthotrichaceae. Inga underarter finns listade i Catalogue of Life.